# Gianluca Lerici
Gianluca Lerici, noto anche con lo pseudonimo di Professor Bad Trip (La Spezia, 1963 – La Spezia, 25 novembre 2006), è stato un fumettista e artista italiano, è stato un noto esponente della scena underground italiana.

## Biografia
Dal 1980 al 1982 è attivo come cantante nel gruppo musicale Holocaust. Il gruppo partecipa alla prima ondata punk rock italiana, in quella che di lì a poco diverrà nota come Granducato Hardcore. Il gruppo, che non pubblica alcun album o singolo, prende parte, tra il 1982 e il 1983 ad alcune compilation su cassetta, tra cui Assillo politico, cassetta pubblicata nel 1982 dall'etichetta Play At Your Home Records e dalla Disforia Tapes, etichetta con vengono pubblicati i supporti fonografici allegati alla fanzine Ansia Punkzine, in cui appaiono con 5 brani. La cassetta, che comprende anche pezzi dei 5° Braccio, degli Indigesti, dei Disperazione, dei Babylon's Wall e degli Isolation, viene pubblicata anche in Germania dalla Graf Haufen Tapes. Nel 2002 il gruppo viene in inserito con il brano 	Olocausto nella raccolta Urla dal Granducato, pubblicata dall'etichetta Area Pirata, recante in copertina un'opera di Professor Bad Trip.
Negli stessi anni Gianluca Lerici inizia ad autoprodurre, con lo pseudonimo Professor Bad Trip, t-shirt e fanzine dedicate al movimento punk della Lunigiana. Fonda, assieme a Benzo dei Fall Out, la fanzine Archaeopteryx, che esce fino al 1984. Tra gli artisti per cui realizza copertine di dischi, oltre ai già citati Fall Out, si annoverano anche i Polvere di Pinguino, gli Starfuckers, i Meathead e gli Psychic TV.
Dopo la laurea all'Accademia di belle arti di Carrara, negli anni novanta il suo peculiare stile grafico che mescola psichedelia e influenze cyberpunk, lo porta a collaborare con case editrici come Arnoldo Mondadori Editore, dove lavore in qualità di copertinista, oltre che come autore del volume Almanacco Apocalittico, nel 2002, e Simon & Schuster. I suoi lavori vengono pubblicati inoltre sulle riviste Frigidaire e Decoder, oltre che nella fanzine post punk Amen.
La sua opera più nota è probabilmente l'adattamento a fumetti del Pasto nudo di William S. Burroughs, pubblicato dalla Shake Edizioni. Il suo ultimo lavoro, Greetings from Hell, calendario 2007 realizzato per il centro sociale milanese COX18, viene terminato poco prima della sua improvvisa morte, causata da un infarto.

## Pubblicazioni
- Almanacco apocalittico, Milano, Arnoldo Mondadori Editore, 2002, ISBN 978-88-04501-42-8.
- L'arte del Prof. Bad Trip, Milano, ShaKe Edizioni, 2007, ISBN 978-88-88865-21-8.
- I fumetti del Prof. Bad Trip, Milano, ShaKe Edizioni, 2008, ISBN 978-88-88865-55-3.
- A Saucerful of Colours, Carrara, Tabularasa Edizioni, 2016, ISBN 978-88-942665-6-6.
- Psycho, Torino, Eris Edizioni, 2017, ISBN 978-88-98644-42-1.
- Professor Bad Trip Collection, vol. 1, Carrara, Tabularasa Edizioni / Organic Mutation Institute / La Luce Rossa / Tekè Gallery.

## Filmografia
- Italian Punk Hardcore: 1980-1989, regia di Angelo Bitonto, Giorgio S. Senesi e Roberto Sivilia - documentario (2015)
- Hanno paura di me. Sanno che sono punk e che vengo dal canaletto, regia di Andrea Castagna e Carmine Cicchetti - documentario (2016)

## Discografia

### Con gli Holocaust
Partecipazioni
- 1982 - AA.VV. Assillo politico
- 1982 - AA.VV. Dark Movements N°1
- 1982 - AA.VV. Destroy Clones
- 1983 - AA.VV. Some Waves
- 2002 - AA.VV. Urla dal Granducato

## Omaggi
- Il 24 marzo 2007, al New Copy Center,[Dove?] si è tenuta la mostra internazionale di mail art The Heretics: Cathars & Prof. Bad Trip per ricordarlo.
- Il 26 settembre 2009 è stata inaugurata una mostra dedicata a Gianluca Lerici al Centro d'arte moderna e contemporanea, spazio ottenuto grazie a una petizione online.[4]
- Nel 2016 la Tekè Gallery di Carrara ha organizzato la più grande retrospettiva a lui dedicata. La mostra si è svolta in giugno a Carrara, nella sede della galleria; a novembre a Roma, presso Palazzo Velli; successivamente a Macerata, in occasione del Festival Ratatà; quindi a Palermo, al Cre-Zi-Plus, in collaborazione con Bisso Bistrot.